# ذاذن

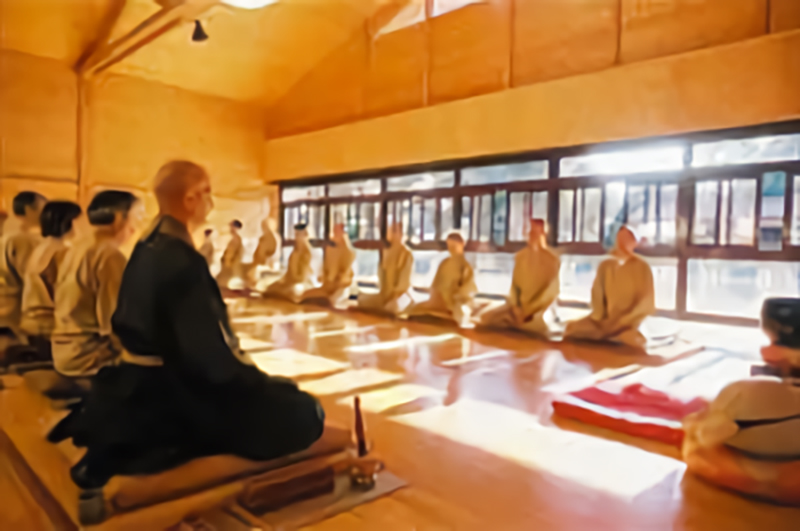
ذاذن در مکتب رینزایی

ذاذن (به ژاپنی: 座禅) (معنی واژگانی: توجه در حالت نشسته) به معنای مراقبه در حالت نشسته به صورت چهار زانو است که توسط بوداییان شاخهٔ ذن انجام می‌شود.
هدف از ذاذن رستن از رنج‌ها است. ورزنده ذاذن یا ذاذن‌ورز، می‌کوشد تا از راه تحقق بخشیدن به یک روان آرام و بیدار که در هجوم احساسات و توهمات نیست به رهایی از رنج برسد.
به هنگام ذاذن اندیشه‌های زیادی به فکر انسان می‌آیند. منظور از تمرین ذاذن این است تا فرد بگذارد این اندیشه‌ها بیایند و بروند بدون این‌که فرد اهمیت چندانی برای آنها قائل شود یا در موردشان قضاوتی بکند. با بازگشت مکرر و آرام به موضوع مراقبه (تنفس، شمارش و معمای بودایی کوآن) اندیشه‌ها خودبه‌خود نفوذ کم‌تری بر فرد خواهند یافت.
بوداییان ذن‌گرا به تمرکز فکری نشسته، که در صومعه‌های ذن هر روز به مدت چند ساعت تمرین می‌شود، اهمیت بسیاری می‌دهند. مریدان ذن، ساعات بسیاری از روز را به این تمرین اختصاص می‌دهند.

## روش انجام

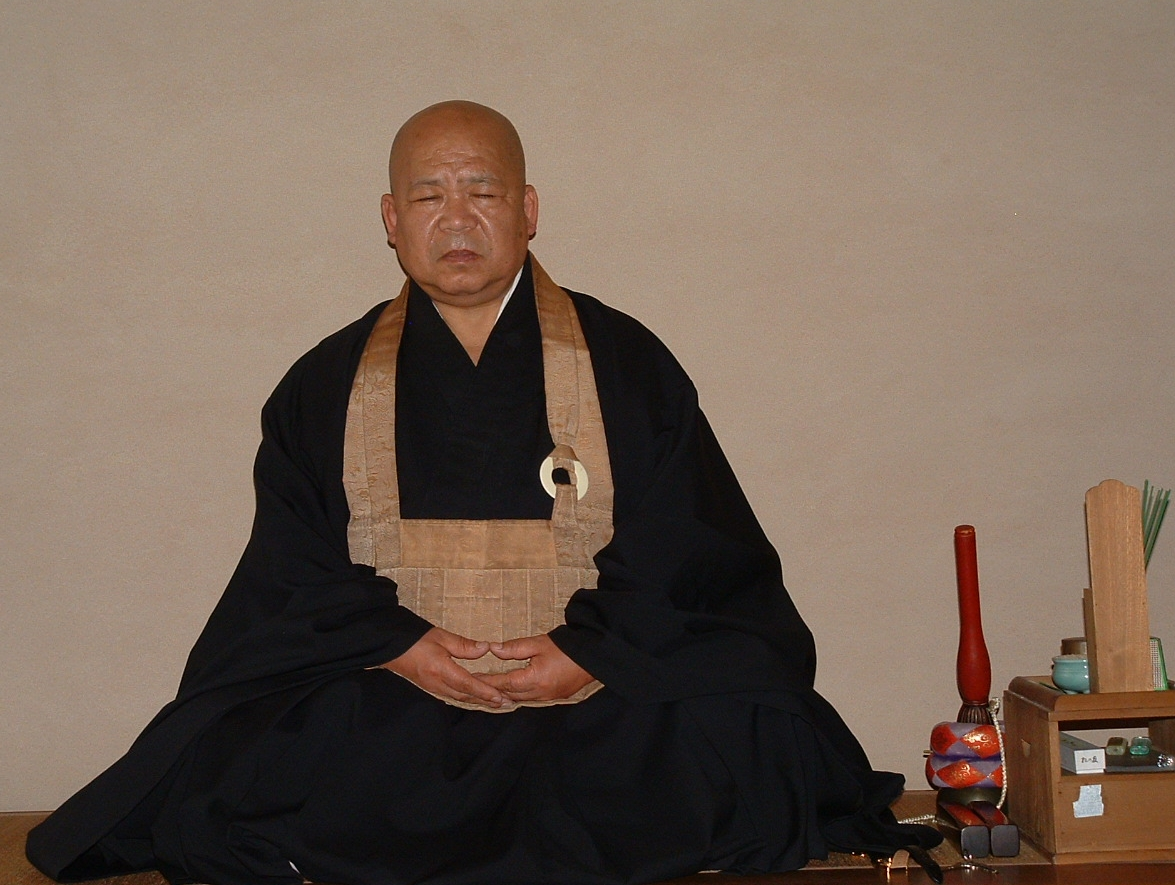
استاد ذن، گنشو هوزومی در حالت ذاذن

برای انجام ذاذن، شخص به صورت تکی یا گروهی بر روی بالش و در حالت نیلوفری می‌نشیند. شخص، کمر را به حالت صاف نگاه داشته و سر را کمی جلو می‌آورد؛ طوری که چانه کمی به داخل کشیده شود. دست‌ها به ارتفاع ناف به شکل یک مودرا (دست‌نشانه) کیهانی نگاه داشته می‌شود، به طوری که انگشتان دست چپ بر روی انگشتان دست راست قرار بگیرند. شست‌ها کمی با هم در تماس خواهند بود. وضع قرارگیری دست‌ها کمکی برای تعیین وضع روحی است.
اگر شخص به حالت خواب گرایش داشته باشد، شست‌ها جدا از هم و رو به پایین قرار می‌گیرند؛ و اگر فرد غرق در اندیشه باشد، آنها محکم به هم می‌چسبند و کمی رو به بالا قرار می‌گیرند.
محل همگانی که ذاذن در آن‌جا انجام می‌شود، ذِندو (zendo) نام دارد.
سنت‌های گوناگونی برای ذاذن وجود دارد که از جمله آنان می‌توان به این موارد اشاره کرد:
- سوتو-ذن: در این سنت، شخص بر لبه ذندو می‌نشیند و جهت صورت خود را رو به بیرون قرار می‌دهد، تا حواس دیگر ذاذن‌ورزان را پرت نکند. در این حالت چیزی برای جلب حواس به خود وجود ندارد و نشستن و تنها نشستن هدف است (شیکان‌تازا).
- رینزایی-ذن: فرد با صورت به سمت میانه اتاق می‌نشیند و در هنگام مراقبه، توجه شخص به شمردن نفس‌ها یا به یک معمای بودایی (کوآن) معطوف می‌شود.

در برخی ذندوها شخص را با زدن ضربه‌های چوب به گردن و شانه بیدار نگه می‌دارند. بنا به نوع سنت، ذن‌ورزان می‌توانند خود انتخاب کنند که خواستار ضربه‌های بیدارکننده هستند یا خیر.